# Liste der Biografien/De N
Liste der Biografien |
Portal Biografien |
N Personensuche
# |
A |
B |
C |
D |
E |
F |
G |
H |
I |
J |
K |
L |
M |
N |
O |
P |
Q |
R |
S |
T |
U |
V |
W |
X |
Y |
Z |
?
 
Da |
Db |
Dc |
Dd |
De |
Dg |
Dh |
Di |
Dj |
Dk |
Dl |
Dm |
Dn |
Do |
Dq |
Dr |
Ds |
Du |
Dv |
Dw |
Dy |
Dz
 
De A |
De B |
De C |
De D |
De E |
De F |
De G |
De H |
De J |
De K |
De L |
De M |
De N |
De P |
De Q |
De R |
De S |
De T |
De V |
De W |
De Y |
De Z 

Dea |
Deb |
Dec |
Ded |
Dee |
Def |
Deg |
Deh |
Dei |
Dej |
Dek |
Del |
Dem |
Den |
Deo |
Dep |
Deq |
Der |
Des |
Det |
Deu |
Dev |
Dew |
Dex |
Dey |
Dez
Die Liste der Biografien führt alle Personen auf, die in der deutschsprachigen Wikipedia einen Artikel haben. Dieses ist eine Teilliste mit 33 Einträgen von Personen, deren Namen mit den Buchstaben „De N“ beginnt.

## De N

### De Na
- De Napoli, Fernando (* 1964), italienischer Fußballspieler
- De Napoli, Patrick (* 1975), Schweizer Fußballspieler
- De Nardis, Luciano (1865–1964), italienischer Dichter und Maler des Futurismus
- De Nardo, Marcello (* 1963), Schweizer Schauspieler, Sänger, Tänzer und Regisseur

### De Ne
- De Neef, Roger (1906–2001), belgischer Radsportler
- De Neef, Steven (* 1971), belgischer Bahn- und Straßenradrennfahrer
- De Negri, Enrico (1902–1990), italienischer Philosoph, Romanist und Italianist
- De Negri, Mario (1901–1978), italienischer Sprinter und Hürdenläufer
- De Negri, Pierpaolo (* 1986), italienischer Radrennfahrer
- De Neve, Guido (* 1963), belgischer Violinist
- De Neve, Laura (* 1994), belgische Fußballnationalspielerin
- De Neve, Roland (* 1944), belgischer Radrennfahrer

### De Ni
- De Nicola, Enrico (1877–1959), italienischer Jurist und PolitikerEnrico De Nicola (1877–1959)

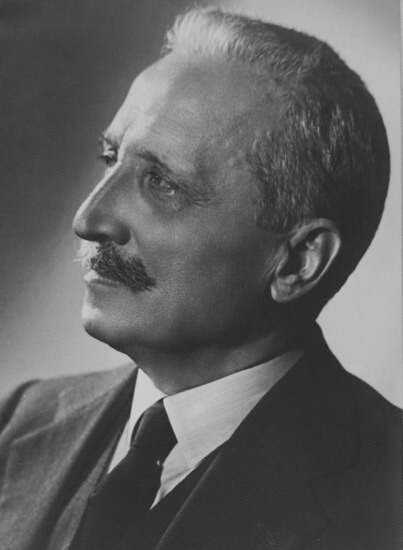
Enrico De Nicola (1877–1959)

- De Nicola, Giacomo (1879–1926), italienischer Kunsthistoriker
- De Nicola, Giuseppe (1876–1958), italienischer römisch-katholischer Geistlicher, Weihbischof in Neapel
- De Nicolao, Andrea (* 1991), italienischer Basketballspieler
- De Nicolò, Mariano (1932–2020), italienischer Geistlicher, römisch-katholischer Bischof von Rimini
- De Nicolò, Paolo (* 1937), italienischer katholischer Geistlicher, emeritierter Kurienbischof
- De Nicolò, Pier Giacomo (1929–2021), italienischer Geistlicher, römisch-katholischer Erzbischof und Diplomat des Heiligen Stuhls
- De Niese, Danielle (* 1979), australische Opernsängerin (Sopran)
- De Nil, Ines (* 1947), deutsche Fotografin, Malerin und Dokumentarfilmerin
- De Niro, Drena (* 1967), US-amerikanische Schauspielerin
- De Niro, Robert (* 1943), US-amerikanischer Schauspieler und ProduzentRobert De Niro (* 1943)

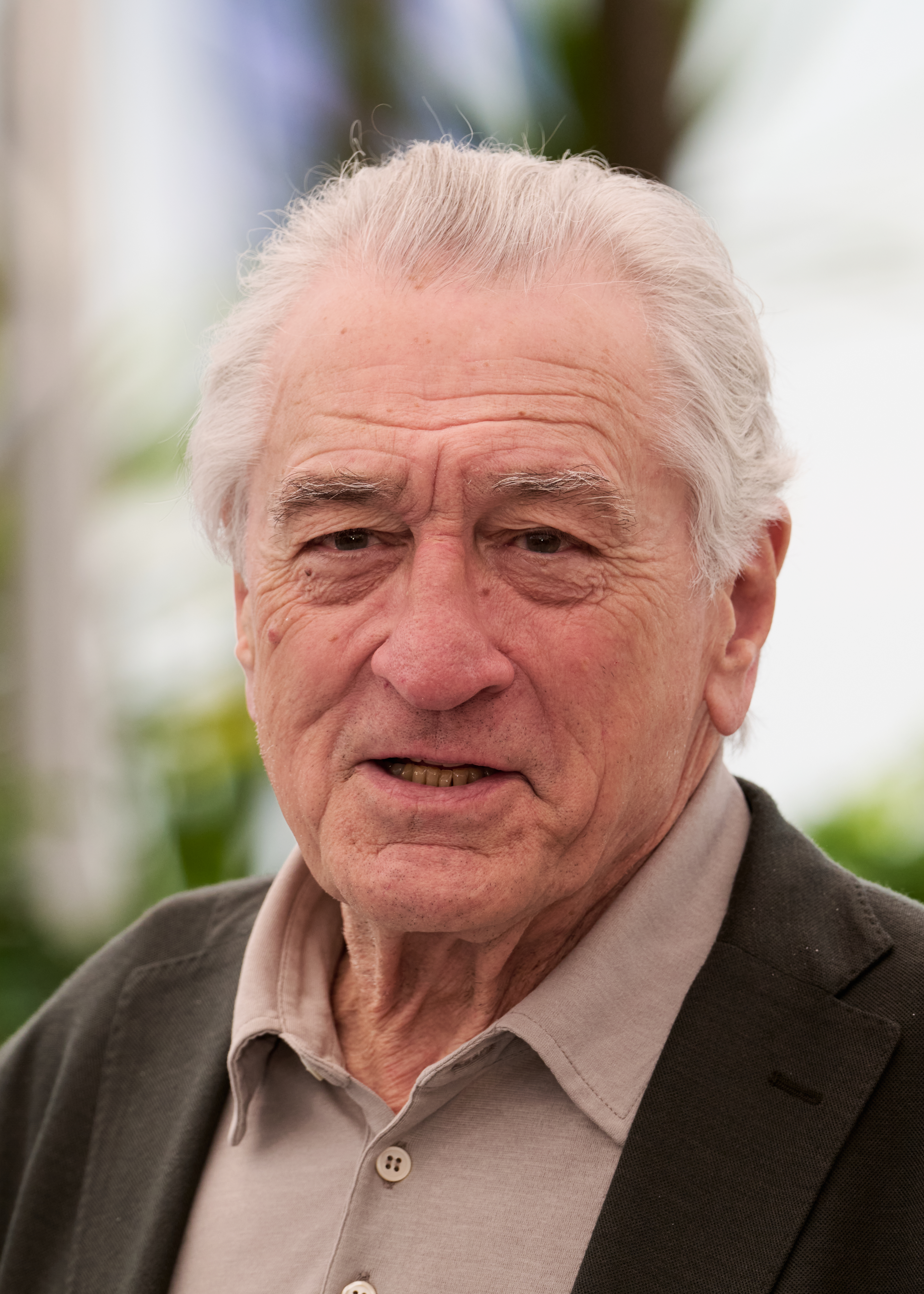
Robert De Niro (* 1943)

- De Niro, Robert Sr. (1922–1993), US-amerikanischer Maler
- De Nittis, Francesco (1933–2014), italienischer Geistlicher, römisch-katholischer Erzbischof und Diplomat des Heiligen Stuhls
- De Nittis, Giuseppe (1846–1884), italienischer Maler des Impressionismus

### De No
- De Nobili, Lila (1916–2002), italienische Mode-Illustratorin, Bühnenbildnerin und Kostümbildnerin
- de’ Nobili, Roberto (1541–1559), italienischer Kardinal
- De Nolf, Bart (* 1965), belgischer Jazzmusiker (Kontrabass, E-Bass)
- De Novellis, Fedele (1854–1929), italienischer Diplomat und Politiker, Mitglied der Abgeordnetenkammern, Gesandter in Norwegen sowie Senator

### De Nu
- De Nul, Johnny (* 1955), belgischer Radrennfahrer
- De Nutte, Sarah (* 1992), luxemburgische Tischtennisspielerin

### De Ny
- De Nyeko, Monica Arac (* 1979), ugandische Schriftstellerin